# Hodenparachute
Ein Hodenparachute ist eine kegelförmige Manschette, die um den Hodensack gelegt wird. Man bezeichnet die Manschette wegen ihrer Ähnlichkeit mit einem Fallschirm als Parachute (engl. Fallschirm). Die Manschette wird häufig aus Leder, aber auch aus oder mit Latex, Gummi oder Lack hergestellt. Oft sind außen Ziernieten oder auf der Innenseite kleine Stahlstifte befestigt, die für den Träger einen zusätzlichen sensorischen Reiz ausmachen sollen. An den Seiten der Manschette sind meistens Ketten mit einem Ring oder Haken befestigt. An diesem Ring können Gewichte angehängt werden, womit der Druck bzw. Zug auf den Hodensack reguliert wird.

## Anwendung
Hodenparachute werden oft im Rahmen von Cock and Ball Torture (CBT) angewendet.

## Gefahren
Die Manschette balanciert das angehängte Gewicht aus, und der Zug wird auf den gesamten Hodensack verteilt. Dadurch können einige Risiken, die beim Abbinden des Hodens unter dem Zug eines Gewichts entstehen, minimiert werden. Trotzdem ist Vorsicht und Sachkenntnis bei der Anwendung notwendig. Der Gebrauch kann zu bleibenden gesundheitlichen Schäden führen, zum Beispiel:
- Impotenz
- Gefühllosigkeit in den Hoden
- Verletzungen der Hoden – insbesondere bei Abriss sind auch lebensgefährliche innere Verletzungen oder Schock möglich